# Parafia Świętego Krzyża w Lublinie
Parafia Świętego Krzyża w Lublinie – parafia rzymskokatolicka w Lublinie, należąca do archidiecezji lubelskiej i Dekanatu Lublin – Wschód. 

## Historia i zasięg parafii
Została erygowana 25 czerwca 1990. Obejmuje ulice: Droga Męcz. Majdanka, Gilowa, Grabskiego, Jastrzębia, Jesienna, Krańcowa, Lotnicza, Lucyny Herc, Łabędzia, Osada Rolna, Plagego i Laśkiewicza, Pogodna, Puchacza, Rudlickiego, Sokola, Sowia, Szczygla, Zimowa. Kościół parafialny wybudowany w latach 1991–1993. Siedziba parafii mieści się przy ulicy Pogodnej.

## Proboszczowie
- ks. Marian Duma (1990–2025)[1]
- ks. Kazimierz Smyl (od 2025)[2]